# الکساندر کژدان
الکساندر کژدان (روسی: Алекса́ндр Петро́вич Кажда́н؛ ۳ سپتامبر ۱۹۲۲ – ۲۹ مهٔ ۱۹۹۷) مورخ، و استاد دانشگاه در زمینه تاریخ امپراتوری بیزانس بود.